# Bernhard Wambach
Bernhard Wambach (* 1948 in Neuwied) ist ein deutscher Pianist.

## Leben und Wirken
Wambach studierte bei Konrad Meister in Bremen und bei Peter-Jürgen Hofer in Hamburg. Von 1973 bis 1977 besuchte er Kurse bei Friedrich Gulda.  1978, 1980 und 1982 nahm er an den Darmstädter Ferienkursen teil. 1979 wurde er bei dem Internationalen Arnold Schönberg-Wettbewerb in Rotterdam ausgezeichnet. 1982 war er Preisträger des Kranichsteiner Musikpreises für Klavier. Er gastierte bei zahlreichen Festivals für Neue Musik und arbeitete mit bedeutenden Dirigenten und Komponisten zusammen.
Er lehrte in Bremen, Lübeck und Darmstadt. Im Jahre 1989 wurde Wambach Professor für Klavier an der Folkwang Universität der Künste (Abteilung Duisburg). Ab 2000 war er Prodekan, von 2002 bis 2004 Dekan des Fachbereichs Musik. Von 1995 bis 2006 war er Betreuer der Haniel-Akademiekonzerte in Duisburg.